# Glee Sings The Beatles
Glee Sings The Beatles é um álbum que contém canções apresentadas nos episódios "Love, Love, Love" e "Tina In the Sky With Diamonds" da quinta temporada da série Glee, no qual todas as faixas são covers da banda The Beatles. O álbum foi lançado em 23 de setembro de 2013 nos Estados Unidos. No dia 27 de novembro de 2013, o álbum foi lançado no Japão com quatro faixas bônus apresentadas em temporadas anteriores de Glee. O álbum debutou na Billboard americana na 38ª posição.

## Faixas
| N.º | Título                                  | Cantada Por                                                                         | Duração |  |
| 1.  | "Yesterday"                             | Lea Michele                                                                         | 2:33    |  |
| 2.  | "Drive My Car"                          | Kevin McHale & Becca Tobin                                                          | 2:32    |  |
| 3.  | "Got To Get You Into My Life"           | Darren Criss & Chris Colfer                                                         | 2:29    |  |
| 4.  | "You've Got To Hide Your Love Away"     | Kevin McHale & Becca Tobin                                                          | 2:43    |  |
| 5.  | "Help!"                                 | Darren Criss & Chord Overstreet                                                     | 2:18    |  |
| 6.  | "A Hard Day's Night"                    | Lea Michele & Naya Rivera                                                           | 2:27    |  |
| 7.  | "I Saw Her Standing There"              | Jacob Artist, Blake Jenner, Darren Criss & Chord Overstreet                         | 2:40    |  |
| 8.  | "All You Need Is Love"                  | Darren Criss                                                                        | 3:16    |  |
| 9.  | "Get Back"                              | Lea Michele & Chris Colfer                                                          | 2:26    |  |
| 10. | "Here Comes The Sun"                    | Naya Rivera & Demi Lovato                                                           | 3:00    |  |
| 11. | "Something"                             | Chord Overstreet                                                                    | 3:01    |  |
| 12. | "Sgt. Pepper's Lonely Hearts Club Band" | Alex Newell, Melissa Benoist, Jacob Artist & Blake Jenner                           | 1:54    |  |
| 13. | "Hey Jude"                              | Jenna Ushkowitz, Chord Overstreet, Darren Criss & Becca Tobin                       | 4:51    |  |
| 14. | "Let It Be"                             | Jenna Ushkowitz, Becca Tobin, Lea Michele, Kevin McHale, Naya Rivera & Chris Colfer | 4:03    |  |

| Edição japonesa |                            |                                          |         |  |
| N.º             | Título                     | Cantada Por                              | Duração |  |
| 15.             | "Hello, Goodbye"           | Lea Michele, Cory Monteith & Amber Riley | 3:29    |  |
| 16.             | "I Want To Hold Your Hand" | Chris Colfer                             | 2:37    |  |
| 17.             | "Blackbird"                | Chris Colfer                             | 2:21    |  |
| 18.             | "In My Life"               | New Directions                           | 2:24    |  |